# Дойранска каза
Дойранската каза е каза в Османската империя, част от Солунския санджак на Солунския вилает в началото на XX век. Център на казата е град Дойран. 
В 1892 година по Османското салнаме Дойранската каза има 20 947 души мухамедани и 9241 немухамедани. Към 1900 година според статистиката на Васил Кънчов („Македония. Етнография и статистика“) казата брои 17 492 турци, 9618 българи християни, 1270 българи мухамедани, или общо 29 588 души.
След Балканските войни казата е разделена между Кралство Гърция и Кралство Сърбия.